# NK Krka
NK Krka is een Sloveense voetbalclub uit Novo Mesto.

## Geschiedenis
De club werd in 1922 opgericht als NK Elan en speelde tot 1992 onder die naam. Daarna werden regelmatig sponsornamen toegevoegd. Van 1994 tot 2000 en van 2001 tot 2005 werd weer als Elan gespeeld en sindsdien is de huidige naam in gebruik. In 2013 promoveerde de club naar de 1. slovenska nogometna liga, hoewel de club in dat seizoen 'slechts' als derde was geëindigd in de op een na hoogste divisie. Maar omdat as ND Mura 05 geen licentie kreeg voor het seizoen 2013/14 degradeerde deze club rechtstreeks. Ook NK Dob, de nummer twee in de 2. slovenska nogometna liga, kreeg geen licentie en daarom mocht Krka als de nummer drie doorstromen naar de hoogste afdeling, net als winnaar NK Zavrč. In 2016 degradeerde de club. Sindsdien is de club actief in de middenmoot op het tweede Sloveense niveau.

## Historische namen
- 1922—1992: NK Elan
- 1992—1993: Studio D
- 1993—1994: NK Krka Novoterm
- 1994—2000: NK Elan
- 2000—2001: Elan Granit Commerce
- 2001—2005: NK Elan
- 2005—heden: NK Krka

## Erelijst
- 2. slovenska nogometna liga West: 1992
- 3. slovenska nogometna liga West: 1997, 2007, 2012

## Eindklasseringen vanaf 1992
| 1 |

| 7 |

| 16 |

| 16 |

| 5 |

| 1 |

| 5 |

| 10 |

| 7 |

| 5 |

| 16 |

| 12 |

| 6 |

| 7 |

| 4 |

| 1 |

| 10 |

| 4 |

| 10 |

| 6 |

| 1 |

| 3 |

| 9 |

| 7 |

| 10 |

| 7 |

| 5 |

| 4 |

| 7 |

| 2 |

| 3 |

| 4 |

| 13 |

| Prva Liga | 2.SNL | 3.SNL | Reg. Niv. 4 |

## Trainer-coaches
- Borivoje Lučić (2012–2013)
- Adnan Zildžović (2013–2014)
- Miloš Rus (2014–)